# هوبير أدامشيك
هوبير أدامشيك (بالبولندية: Hubert Adamczyk) (23 فبراير 1998 في بولندا - ) هو لاعب كرة قدم بولندي في مركز الوسط. شارك مع منتخب بولندا تحت 17 سنة لكرة القدم ومنتخب بولندا تحت 18 سنة لكرة القدم ومنتخب بولندا تحت 19 سنة لكرة القدم. أما مع النوادي، فقد لعب مع نادي كراكوفيا.

## وصلات خارجية
- هوبير أدامشيك على موقع قاعدة بيانات كرة القدم.إي يو (الإنجليزية)
- هوبير أدامشيك على موقع Soccerway.com (الإنجليزية)
- هوبير أدامشيك على موقع عالم كرة القدم.نت (الإنجليزية)